# Willi Auer
Willi Auer (* 21. September 1949 in Tübingen; † 31. März 1998) war ein deutscher Politiker (REP). Vom 28. April 1992 bis zum 27. September 1993 war Auer Mitglied des Landtags von Baden-Württemberg (MdL).

## Leben
Willi Auer vertrat Die Republikaner seit 1989 im Gemeinderat von Pforzheim, ab 1991 als deren Vorsitzender. Bei der Landtagswahl in Baden-Württemberg am 5. April 1992 errang Auer das Zweitmandat im Landtagswahlkreis Pforzheim und zog als Abgeordneter am 28. April 1992 in den Landtag für die REP-Fraktion ein. Zu dieser Zeit war er als Industriemeister in Pforzheim tätig. Am 27. September 1993 teilte Auer dem Landtagspräsidenten Fritz Hopmeier in einem Schreiben mit, dass er mit sofortiger Wirkung auf sein Mandat verzichte. Für ihn rückte am 6. Oktober 1993 der Kriminalhauptmeister Bernhard Amann nach. Offiziell wurden für Auers Ausscheiden gesundheitliche Gründe angegeben, er wurde aber von der Partei ausgetauscht, da er sich einem strafrechtlichen Ermittlungsverfahren wegen Diebstahls in einer Parfümerie entgegensah. Während seiner Zeit im Landtag trat Auer nur einmal ans Rednerpult: er sprach in der 7. Plenarsitzung am 23. September 1992 zur Debatte über den Müllnotstand in Baden-Württemberg.